# ホワイトウォッシング (検閲)
ホワイトウォッシング（英語: whitewashing）は、不十分な実態調査や偏向的なデータを用いて、悪事や犯罪行為、スキャンダルを巧妙に隠匿したり、特定のグループに属する人々にとって都合の良いように情報を操作する不正な検閲行為である。

## 語源
1591年に、イギリスにおいて初出が確認されている。 ホワイトウォッシュとは白色塗料や水酸化カルシウム（石灰、英語: Lime）などの漆喰の類のことを指し、納屋の内装などをはじめとしたあらゆる物体の表面を素早く簡単にきれいにできることから意味が派生している。

## 用法
1800年に、「ホワイトウォッシュ」という語はアメリカの論文集フィデラルフィア・オーロラの編集者により政治的文脈で使用されており、「アダムズ大統領を早めにホワイトウォッシュ（経歴に汚点がなくなるよう何らかの方法で対処）しなければ、民主党陣営がハエのように集まってきて罵詈雑言を浴びせ、まるで斑点だらけの汚れた壁のように真っ黒（な不名誉な状態）にされてしまうだろう」と述べている。
20世紀には、多くの独裁政権や独裁主義・全体主義基盤の国家が、戦争の結果を美化するためにホワイトウォッシングを行った。例として、1968年のチェコスロバキアの変革運動であるプラハの春に続くソビエト侵攻の際には、ソ連のジャーナリストが『Facts, documents, press reports and eye-witness accounts』（事実、文書、報道と目撃証言）という論集を出版した。
アルゴリズム的ゲーム理論を用いた評価システム研究（カスタマーレビューなど）では、ホワイトウォッシングは問題行動等により箔に傷がついたアイデンティティを放棄し不正にまっさらなものを再作成することを意味し:682、インターネットスラングではしばしばソックパペット（自作自演のこと）と呼ばれる。
評論家界隈では、法学者であるミシェル・アレクサンダーの著書『The New Jim Crow』の内容が、偏向的でありホワイトウォッシュされているという声がある。この本では、関連性の高いアフリカ系アメリカ人とその歴史に関する記述をはじめ、革新派（または右翼）の政治思想なども、より慣習的で多数派の観点を前景化することで言及されていない。
国際人権連盟の東欧・中央アジアデスク役員であるイルヤ・ヌゾフは、「ロシアはスターリン時代の弾圧政治の歴史をホワイトウォッシュしようとしている」と述べている。2021年の8月30日、ロシア外務大臣のセルゲイ・ラブロフが、「スターリンの人間性を非難することは、第二次世界大戦の結果またはロシアの過去に文句を言うのと同等であり、このように『歴史を改竄』することはロシアの政治勢力を弱めるための画策に過ぎない」と述べた。ロシアの政治家兼元下院議員のアレクセイ・メロニコフは、「ラブロフはスターリンをホワイトウォッシュしようとした。これは、ロシア共産党がスターリンの血族であることを明確に示している」と述べた。なお、ロシアの文学評論家兼文化学者であるニコライ・ポドソクルスキーにより、「現在の当局の人間は『心理的な』スターリンの血族として窺える」と付け加えた。
ケンブリッジ大学名誉教授のロバート・トゥームズ（英語版）は、「政治と殺戮を分離しようとする試みは、共産主義をホワイトウォッシュするという、イデオロギー的なものしか動機になりえない」と述べており、さらにホロコースト否認も引き合いに出している。

## 他メディアにおけるホワイトウォッシング
ジョージ・オーウェルの小説がホワイトウォッシングを扱っている。『動物農場』では、豚のナポレオンが他の動物の記憶からキャラクターを消すことで歴史のホワイトウォッシュをしており、これはスターリン時代のソ連を描写していると考えられている。全体主義の独裁国家を舞台とした『1984年』では、主人公が政党の方針に従い歴史的出来事を日常的に改竄する様子が描写されている。
チェコ生まれの作家ミラン・クンデラの作品『笑いと忘却の書』では、反体制派や政府の抵抗勢力を排除するために歴史に関する文書や写真が改竄される様子が描写されている。